# Gajdy (województwo warmińsko-mazurskie)
Gajdy (niem. Goyden) – wieś w Polsce położona w województwie warmińsko-mazurskim, w powiecie iławskim, w gminie Zalewo. Leży przy drodze wojewódzkiej nr .

## Historia
Wieś wzmiankowana w dokumentach z roku 1383 jako wieś pruska na 20 włókach. Pierwotnie występowała pod nazwą Gogyn, Gaiden, która najprawdopodobniej wywodzi się z języka Prusów, gdzie gaydis znaczy pszenica. W roku 1782 we wsi odnotowano 20 domów (dymów), natomiast w 1858 w 30 gospodarstwach domowych było 306 mieszkańców. W latach 1937–1939 wieś liczyła 234 mieszkańców. W latach 1945–1946 miejscowość nosiła nazwę Gogowo.
W roku 1973 Gajdy jako wieś należały do powiatu morąskiego, gmina i poczta Zalewo, natomiast w latach 1975–1998 do województwa olsztyńskiego.

### Zbór baptystyczny w Gajdach
W latach 1855–1920 we wsi istniała gmina (zbór) baptystyczna założona przez pochodzącego z Gorzowa Wilekopolskiego wiejskiego nauczyciela z pobliskich Bądek Rudolfa Stangnowskiego (1810–1890). Gmina ukonstytuowała się 7 października 1855. Posiadała ona własną świątynię na 300 osób. Świątynia ta była używana do celów religijnych już w trakcie budowy od 1863, a została uroczyście otwarta 23 października 1864. Wraz z okolicznymi miejscowościami w roku 1862 wspólnota baptystyczna liczyła 485 członków, przy czym znaczna część wierzących posługiwała się wyłącznie językiem polskim. Przy gminie działała szkółka szabasowa, w której naukę wiary w roku 1866 pobierało 54 dzieci.
W roku 1863 w gminie doszło do podziału, część członków zboru baptystycznego pod wpływem Juliusza Stangnowskiego (zm. 1891 lub 1893) odłączyła się od wspólnoty baptystycznej i utworzyła nastawiony na działalność misyjną zbór chrześcijańsko-apostolski postulujący przyjęcie soboty jako dnia świętego, całkowitą abstynencję od używania wyrobów tytoniowych i alkoholowych oraz głosiła powtórne przyjście Chrystusa w roku 1896.
Wieloletnim pastorem gminy baptystycznej był Rudolf Stangnowski (młodszy brat Juliusza). Działalność zboru zanikła w 1920 na skutek emigracji większości jego członków do Stanów Zjednoczonych. Budynek kościelny został wówczas przeznaczony na cele mieszkalne.

## Interesujące obiekty historyczno-geograficzne
- dawny cmentarz niemiecki
- dawna świątynia baptystyczna, obecnie budynek mieszkalny
- Gajdzkie Góry (niem. Goydener Berge) - wzniesienie o wysokości 143 m, znajdujące się na wschód od wsi[6].